# Grown-ish/Episodenliste
Diese Episodenliste enthält alle Episoden der US-amerikanischen Jugendserie Grown-ish, sortiert nach der US-amerikanischen Erstausstrahlung. Die Fernsehserie umfasst insgesamt sechs Staffeln mit 105 Episoden.

## Übersicht
| Staffel | Episodenanzahl | Erstausstrahlung USA | Erstausstrahlung USA | Deutschsprachige Erstveröffentlichung | Deutschsprachige Erstveröffentlichung |
| Staffel | Episodenanzahl | Premiere             | Finale               | Premiere                              | Finale                                |
| ------- | -------------- | -------------------- | -------------------- | ------------------------------------- | ------------------------------------- |
| 1       | 13             | 3. Januar 2018       | 28. März 2018        | 25. Juni 2021                         | 25. Juni 2021                         |
| 2       | 21             | 2. Januar 2019       | 7. August 2019       | 25. Juni 2021                         | 25. Juni 2021                         |
| 3       | 17             | 16. Januar 2020      | 18. März 2021        | 1. September 2021                     | 1. September 2021                     |
| 4       | 18             | 8. Juli 2021         | 24. März 2022        | 15. September 2021                    | 17. August 2022                       |
| 5       | 18             | 20. Juli 2022        | 15. März 2023        | 22. März 2023                         | 22. März 2023                         |
| 6       | 18             | 28. Juni 2023        | 22. Mai 2024         | Nicht veröffentlicht                  | Nicht veröffentlicht                  |

## Staffel 1
Die Erstausstrahlung der ersten Staffel war vom 3. Januar 2018 bis zum 28. März 2018 auf dem US-Kabelsender Freeform zu sehen. Die deutschsprachige Erstveröffentlichung fand am 25. Juni 2021 auf Disney+ statt.
| Nr. (ges.) | Nr. (St.) | Deutscher Titel                   | Originaltitel                                | Erstausstrahlung (USA) | Deutschsprachige Erstveröffentlichung (D/A/CH) | Regie            | Drehbuch                                   |
| ---------- | --------- | --------------------------------- | -------------------------------------------- | ---------------------- | ---------------------------------------------- | ---------------- | ------------------------------------------ |
| 1          | 1         | Ab aufs College                   | Late Registration                            | 3. Jan. 2018           | 25. Juni 2021                                  | Kevin Bray       | Kenya Barris & Jenifer Rice-Genzuk Henry   |
| 2          | 2         | Kill Nicht Meinen Vibe            | Bitch, Don't Kill My Vibe                    | 3. Jan. 2018           | 25. Juni 2021                                  | Stella Meghie    | Jordan Reddout & Gus Hickey                |
| 3          | 3         | Wenn du das Liest, Ist es zu Spät | If You're Reading This, It's Too Late        | 10. Jan. 2018          | 25. Juni 2021                                  | Steven Caple Jr. | Hale Rothstein                             |
| 4          | 4         | Starboy                           | Starboy                                      | 17. Jan. 2018          | 25. Juni 2021                                  | John Fortenberry | Elaine Welteroth & Chad Sanders            |
| 5          | 5         | Geld Regiert die Welt             | C.R.E.A.M. (Cash Rules Everything Around Me) | 24. Jan. 2018          | 25. Juni 2021                                  | Pete Chatmon     | Craig Doyle                                |
| 6          | 6         | Abcashen                          | Cashin' Out                                  | 31. Jan. 2018          | 25. Juni 2021                                  | Todd Biermann    | Chris Spencer                              |
| 7          | 7         | Herzschmerz                       | Un-Break My Heart                            | 7. Feb. 2018           | 25. Juni 2021                                  | Steven Tsuchida  | Kara Brown                                 |
| 8          | 8         | Social-Media-Nöte                 | Erase Your Social                            | 14. Feb. 2018          | 25. Juni 2021                                  | Amy York Rubin   | Vanessa McGee                              |
| 9          | 9         | Wer Hält Mich Auf?                | Who Gon Stop Me                              | 28. Feb. 2018          | 25. Juni 2021                                  | Eric Dean Seaton | Melanie Kirschbaum & Alexandra Decas       |
| 10         | 10        | Daten Will Gelernt Sein           | It's Hard Out Here for a Pimp                | 7. März 2018           | 25. Juni 2021                                  | Marta Cunningham | Hale Rothstein & Jenifer Rice-Genzuk Henry |
| 11         | 11        | Unbeschadet                       | Safe and Sound                               | 14. März 2018          | 25. Juni 2021                                  | Silver Tree      | Helen Krieger & Emily Miller               |
| 12         | 12        | Crewliebe                         | Crew Love                                    | 21. März 2018          | 25. Juni 2021                                  | Pete Chatmon     | Hale Rothstein & Jenifer Rice-Genzuk Henry |
| 13         | 13        | Hin- und Hergerissen              | Back & Forth                                 | 28. März 2018          | 25. Juni 2021                                  | Steven Caple Jr. | Isaac Schamis & Danny Segal                |

## Staffel 2
Die Erstausstrahlung der zweiten Staffel war vom 2. Januar 2019 bis zum 7. August 2019 auf dem US-Kabelsender Freeform zu sehen. Die deutschsprachige Erstveröffentlichung fand am 25. Juni 2021 auf Disney+ statt.
| Nr. (ges.) | Nr. (St.) | Deutscher Titel        | Originaltitel             | Erstausstrahlung (USA) | Deutschsprachige Erstveröffentlichung (D/A/CH) | Regie            | Drehbuch                             |
| ---------- | --------- | ---------------------- | ------------------------- | ---------------------- | ---------------------------------------------- | ---------------- | ------------------------------------ |
| 14         | 1         | Besser                 | Better                    | 2. Jan. 2019           | 25. Juni 2021                                  | Pete Chatmon     | Melanie Kirschbaum & Alexandra Decas |
| 15         | 2         | Nicht Mehr das Gleiche | Nothing Was The Same      | 2. Jan. 2019           | 25. Juni 2021                                  | Pete Chatmon     | Vanessa McGee                        |
| 16         | 3         | Neue Regeln            | New Rules                 | 9. Jan. 2019           | 25. Juni 2021                                  | Sam Bailey       | Lisa McQuillan                       |
| 17         | 4         | Eingeschnappt          | In My Feelings            | 16. Jan. 2019          | 25. Juni 2021                                  | Sam Bailey       | Crystal Jenkins                      |
| 18         | 5         | Mädels wie Du          | Girls Like You            | 23. Jan. 2019          | 25. Juni 2021                                  | Todd Biermann    | Hailey Chavez                        |
| 19         | 6         | Liebe galore           | Love Galore               | 30. Jan. 2019          | 25. Juni 2021                                  | Todd Biermann    | Wade Allain-Marcus                   |
| 20         | 7         | Durcheinander          | Messy                     | 6. Feb. 2019           | 25. Juni 2021                                  | Linda Mendoza    | Richard Brandon Manus                |
| 21         | 8         | An die Arbeit          | Workin' Me                | 13. Feb. 2019          | 25. Juni 2021                                  | Linda Mendoza    | Ritza Bloom                          |
| 22         | 9         | Körperzahl             | Body Count                | 20. Feb. 2019          | 25. Juni 2021                                  | Jude Weng        | Melanie Kirschbaum & Alexandra Decas |
| 23         | 10        | Man Lebt Nur Einmal    | Wild'n Cuz I'm Young      | 27. Feb. 2019          | 25. Juni 2021                                  | Jude Weng        | Vanessa McGee                        |
| 24         | 11        | Stell Dich der Welt    | Face the World            | 6. März 2019           | 25. Juni 2021                                  | Eric Dean Seaton | Jenifer Rice-Genzuk Henry            |
| 25         | 12        | Falsche Liebe          | Fake Love                 | 5. Juni 2019           | 25. Juni 2021                                  | Stella Meghie    | Craig Doyle                          |
| 26         | 13        | Deine Wahl             | You Decide                | 12. Juni 2019          | 25. Juni 2021                                  | Pete Chatmon     | Crystal Jenkins                      |
| 27         | 14        | Der Hustle Endet nie   | Can't Knock the Hustle    | 19. Juni 2019          | 25. Juni 2021                                  | Pete Chatmon     | Sara Lukasiewicz & Brady Morphy      |
| 28         | 15        | Bekifft                | Tweakin                   | 26. Juni 2019          | 25. Juni 2021                                  | Nick Wong        | Wade Allain-Marcus                   |
| 29         | 16        | Erholung               | Self Care                 | 3. Juli 2019           | 25. Juni 2021                                  | Amy Coughlin     | Lisa McQuillan                       |
| 30         | 17        | Schwarz und Weiß       | Strictly 4 My...          | 10. Juli 2019          | 25. Juni 2021                                  | Amy Coughlin     | Jenifer Rice-Genzuk Henry            |
| 31         | 18        | Nettigkeiten           | Nice for What             | 17. Juli 2019          | 25. Juni 2021                                  | Molly McGlynn    | Emily G. Miller                      |
| 32         | 19        | Nur ein Mensch         | Only Human                | 24. Juli 2019          | 25. Juni 2021                                  | Molly McGlynn    | Richard Brandon Manus                |
| 33         | 20        | Ich Glaub, Ich Spinne  | Mind Playing Tricks on Me | 31. Juli 2019          | 25. Juni 2021                                  | Kabir Akhtar     | Julie Bean                           |
| 34         | 21        | Träume und Albträume   | Dreams and Nightmares     | 7. Aug. 2019           | 25. Juni 2021                                  | Kabir Akhtar     | Jenifer Rice-Genzuk Henry            |

## Staffel 3
Die Erstausstrahlung der dritten Staffel war vom 16. Januar 2020 bis zum 18. März 2021 auf dem US-Kabelsender Freeform zu sehen. Die deutschsprachige Erstveröffentlichung fand am 1. September 2021 auf Disney+ statt.
| Nr. (ges.) | Nr. (St.) | Deutscher Titel                | Originaltitel                  | Erstausstrahlung (USA) | Deutschsprachige Erstveröffentlichung (D/A/CH) | Regie                     | Drehbuch                                |
| ---------- | --------- | ------------------------------ | ------------------------------ | ---------------------- | ---------------------------------------------- | ------------------------- | --------------------------------------- |
| 35         | 1         | Endspurt                       | Crunch Time                    | 16. Jan. 2020          | 1. Sep. 2021                                   | Todd Biermann             | Melanie Kirschbaum & Alexandra Decas    |
| 36         | 2         | Verdammt                       | Damn                           | 23. Jan. 2020          | 1. Sep. 2021                                   | Todd Biermann             | Crystal Jenkins                         |
| 37         | 3         | Enge Freunde                   | Close Friends                  | 30. Jan. 2020          | 1. Sep. 2021                                   | Linda Mendoza             | Lisa McQuillan                          |
| 38         | 4         | Denk' an dich                  | Thinkin Bout You               | 6. Feb. 2020           | 1. Sep. 2021                                   | Linda Mendoza             | Wade Allain-Marcus                      |
| 39         | 5         | Bauchgefühl                    | Gut Feeling                    | 13. Feb. 2020          | 1. Sep. 2021                                   | Natalia Anderson          | Craig Doyle                             |
| 40         | 6         | Harte Realität                 | Real Life S**t                 | 20. Feb. 2020          | 1. Sep. 2021                                   | Chris Robinson            | Des Moran                               |
| 41         | 7         | Alles auf einmal               | Doin' The Most                 | 27. Feb. 2020          | 1. Sep. 2021                                   | Chris Robinson            | Nyesha Littlejohn & Molly A.H. Mitchell |
| 42         | 8         | Die magische 21                | Age Ain't Nothing But a Number | 5. März 2020           | 1. Sep. 2021                                   | Sam Bailey                | Jenifer Rice-Genzuk Henry               |
| 43         | 9         | Balanceakt                     | Public Service Announcement    | 21. Jan. 2021          | 1. Sep. 2021                                   | Sam Bailey                | Crystal Jenkins                         |
| 44         | 10        | Herausforderungen              | Hard Place                     | 28. Jan. 2021          | 1. Sep. 2021                                   | Eric Dean Seaton          | Jonathan Curtiss & Will A. Miles        |
| 45         | 11        | Los geht's                     | Alright                        | 4. Feb. 2021           | 1. Sep. 2021                                   | Eric Dean Seaton          | Lisa McQuillan                          |
| 46         | 12        | Startschwierigkeiten           | Water on Water on Water        | 11. Feb. 2021          | 1. Sep. 2021                                   | Nick Wong                 | Wade Allain-Marcus                      |
| 47         | 13        | Gewissensentscheidungen        | No Halo                        | 18. Feb. 2021          | 1. Sep. 2021                                   | Nick Wong                 | Craig Doyle                             |
| 48         | 14        | (Selbst-) Verständnis          | Know Yourself                  | 25. Feb. 2021          | 1. Sep. 2021                                   | Jenifer Rice-Genzuk Henry | Jenifer Rice-Genzuk Henry & Des Moran   |
| 49         | 15        | Gerüchteküche                  | Over My Head                   | 4. März 2021           | 1. Sep. 2021                                   | Nick Wong                 | Melanie Kirschbaum & Alexandra Decas    |
| 50         | 16        | In der Liebe ist alles erlaubt | All In Love Is Fair            | 11. März 2021          | 1. Sep. 2021                                   | Amy Coughlin              | Julie Bean                              |
| 51         | 17        | Wen liebst du?                 | Who Do You Love?               | 18. März 2021          | 1. Sep. 2021                                   | Amy Coughlin              | Jenifer Rice-Genzuk Henry               |

## Staffel 4
Die Erstausstrahlung der vierten Staffel war vom 8. Juli 2021 bis zum 24. März 2022 auf dem US-Kabelsender Freeform zu sehen. Die deutschsprachige Erstveröffentlichung fand vom 15. September 2021 bis zum 17. August 2022 auf Disney+ statt.
| Nr. (ges.) | Nr. (St.) | Deutscher Titel                                   | Originaltitel                          | Erstausstrahlung (USA) | Deutschsprachige Erstveröffentlichung (D/A/CH) | Regie                     | Drehbuch                        |
| ---------- | --------- | ------------------------------------------------- | -------------------------------------- | ---------------------- | ---------------------------------------------- | ------------------------- | ------------------------------- |
| 52         | 1         | Ächz, schon wieder diese Gefühle                  | Ugh, those feels again                 | 8. Juli 2021           | 15. Sep. 2021                                  | Chris Robinson            | Crystal Jenkins                 |
| 53         | 2         | Trunken vor Liebe                                 | Drunk in Love                          | 15. Juli 2021          | 22. Sep. 2021                                  | Chris Robinson            | Lisa McQuillan                  |
| 54         | 3         | Dämonen                                           | Demons                                 | 22. Juli 2021          | 29. Sep. 2021                                  | Todd Biermann             | Melanie Kirschbaum              |
| 55         | 4         | Papa und seine Lektionen                          | Daddy Lessons                          | 29. Juli 2021          | 6. Okt. 2021                                   | Todd Biermann             | Alexandra Decas                 |
| 56         | 5         | EIN JUNGE IST EINE WAFFE*                         | A BOY IS A GUN                         | 5. Aug. 2021           | 13. Okt. 2021                                  | Jenifer Rice-Genzuk Henry | Des Moran                       |
| 57         | 6         | Hände dorthin, wo ich sie sehen kann              | Put Your Hands Where My Eyes Could See | 12. Aug. 2021          | 20. Okt. 2021                                  | Jenifer Rice-Genzuk Henry | Wade Allain-Marcus              |
| 58         | 7         | Hoffnungsschimmer                                 | A Piece of Light                       | 19. Aug. 2021          | 27. Okt. 2021                                  | Nick Wong                 | Henry „Hank“ Jones              |
| 59         | 8         | Gecancelt                                         | Canceled                               | 26. Aug. 2021          | 3. Nov. 2021                                   | Nick Wong                 | Sara Lukasiewicz & Brady Morphy |
| 60         | 9         | Du bist mir zuvorgekommen                         | You Beat Me to the Punch               | 2. Sep. 2021           | 10. Nov. 2021                                  | Shiri Appleby             | Jenifer Rice-Genzuk Henry       |
| 61         | 10        | Dabei hatte alles so schön angefangen             | It Was Good Until It Wasn’t            | 27. Jan. 2022          | 17. Aug. 2022                                  | Todd Biermann             | Crystal Jenkins                 |
| 62         | 11        | Eine andere Strategie                             | Movin’ Different                       | 3. Feb. 2022           | 17. Aug. 2022                                  | Linda Mendoza             | Lisa McQuillan                  |
| 63         | 12        | Mister Right Now                                  | Mr. Right Now                          | 10. Feb. 2022          | 17. Aug. 2022                                  | Wade Allain-Marcus        | Alexandra Decas                 |
| 64         | 13        | Es ist okay, sich nicht okay zu fühlen            | OK Not To Be OK                        | 17. Feb. 2022          | 17. Aug. 2022                                  | Todd Biermann             | Melanie Kirschbaum              |
| 65         | 14        | Die Revolution wird nicht im Fernsehen übertragen | The Revolution Will Not Be Televised   | 24. Feb. 2022          | 17. Aug. 2022                                  | Shiri Appleby             | Wade Allain-Marcus              |
| 66         | 15        | Loslassen ist schwer                              | Can't Let You Go                       | 3. März 2022           | 17. Aug. 2022                                  | Todd Biermann             | Des Moran                       |
| 67         | 16        | Lebe dein Leben                                   | Live Your Life                         | 10. März 2022          | 17. Aug. 2022                                  | Linda Mendoza             | Crystal Jenkins                 |
| 68         | 17        | Lache jetzt, weine später                         | Laugh Now Cry Later                    | 17. März 2022          | 17. Aug. 2022                                  | Craig Doyle               | Lisa McQuillan                  |
| 69         | 18        | Feierlaune                                        | Empire State of Mind                   | 24. März 2022          | 17. Aug. 2022                                  | Todd Biermann             | Jenifer Rice-Genzuk Henry       |

## Staffel 5
Die Erstausstrahlung der fünften Staffel war vom 20. Juli 2022 bis zum 15. März 2023 auf dem US-Kabelsender Freeform zu sehen. Die deutschsprachige Erstveröffentlichung fand am 22. März 2023 auf Disney+ statt.
| Nr. (ges.) | Nr. (St.) | Deutscher Titel              | Originaltitel             | Erstausstrahlung (USA) | Deutschsprachige Erstveröffentlichung (D/A/CH) | Regie             | Drehbuch              |
| ---------- | --------- | ---------------------------- | ------------------------- | ---------------------- | ---------------------------------------------- | ----------------- | --------------------- |
| 70         | 1         | Deswegen bist du hergekommen | This Is What You Came For | 20. Juli 2022          | 22. März 2023                                  | Todd Biermann     | Zakiyyah Alexander    |
| 71         | 2         | High Society                 | High Society              | 27. Juli 2022          | 22. März 2023                                  | Shiri Appleby     | Liz Elverenli         |
| 72         | 3         | Keine neuen Freunde          | No New Friends            | 3. Aug. 2022           | 22. März 2023                                  | Linda Mendoza     | Melanie Boysaw        |
| 73         | 4         | Schau, was du ausgelöst hast | Look What U Started       | 10. Aug. 2022          | 22. März 2023                                  | Nick Wong         | Taylor Blackburn      |
| 74         | 5         | Du kennst mich nicht         | You Don't Know Me         | 17. Aug. 2022          | 22. März 2023                                  | Talia Osteen      | Jonathan Braylock     |
| 75         | 6         | Regeln der Bruderschaft      | Frat Rules                | 24. Aug. 2022          | 22. März 2023                                  | Todd Biermann     | Rochée Jeffrey        |
| 76         | 7         | Liebe im Hirn                | Love on the Brain         | 31. Aug. 2022          | 22. März 2023                                  | Sean Frank        | Esa Lewis             |
| 77         | 8         | Certified Lover Boy          | Certified Lover Boy       | 7. Sep. 2022           | 22. März 2023                                  | Talia Osteen      | Craig Doyle           |
| 78         | 9         | It's A Vibe                  | It's A Vibe               | 14. Sep. 2022          | 22. März 2023                                  | Gail Lerner       | Chas Jackson          |
| 79         | 10        | Schlaraffenland              | Fool's Paradise           | 18. Jan. 2023          | 22. März 2023                                  | Craig Doyle       | Zakiyyah Alexander    |
| 80         | 11        | Geldsorgen, Geldsegen        | Money Trees               | 25. Jan. 2023          | 22. März 2023                                  | Nick Wong         | Melanie Boysaw        |
| 81         | 12        | Big Drip                     | Big Drip                  | 1. Feb. 2023           | 22. März 2023                                  | E. Langston Craig | Rickey Larke          |
| 82         | 13        | Addiction                    | Addiction                 | 8. Feb. 2023           | 22. März 2023                                  | Toby Burge        | Colleen Klinefelter   |
| 83         | 14        | Happy Not Knowing            | Happy Not Knowing         | 15. Feb. 2023          | 22. März 2023                                  | Shiri Appleby     | Joey Longstreet       |
| 84         | 15        | The A Team                   | The A Team                | 22. Feb. 2023          | 22. März 2023                                  | Gail Lerner       | Mariah Rochelle Smith |
| 85         | 16        | Mr. Morale                   | Mr. Morale                | 1. März 2023           | 22. März 2023                                  | Sean Frank        | Zakiyyah Alexander    |
| 86         | 17        | Cleaning Out My Closet       | Cleaning Out My Closet    | 8. März 2023           | 22. März 2023                                  | Shiri Appleby     | Lo Howard             |
| 87         | 18        | Cash in Cash Out             | Cash in Cash Out          | 15. März 2023          | 22. März 2023                                  | Todd Biermann     | Liz Elverenli         |